# 대한민국 민법 제380조
대한민국 민법 제380조는 선택채권에 대한 민법 채권법 조문이다.

## 조문
제380조(선택채권) 채권의 목적이 수개의 행위 중에서 선택에 좇아 확정될 경우에 다른 법률의 규정이나 당사자의 약정이 없으면 선택권은 채무자에게 있다.

Article 380 (Alternative Obligation) If the subject of the claim is to be identified by way of choice among more than one performance, the right to make the choice shall vest in the obligor.

## 비교 조문
일본민법 제406조(선택채권에 있어서의 선택권의 귀속) 채권의 목적이 수개의 급부 중에서 선택에 의하여 정하여질 때에는 그 선택권은 채무자에게 속한다.

## 사례
도급계약상 수급인이 하자보수보증금을 현금 또는 보증서로 예치하기로 약정한 경우, 수급인이 현금 또는 보증서를 선택할 권리는 선택채권이다

## 참고 문헌
- 오현수, 일본민법, 진원사, 2014. ISBN 978-89-6346-345-2
- 오세경, 대법전, 법전출판사, 2014 ISBN 978-89-262-1027-7
- 이준현, LOGOS 민법 조문판례집, 미래가치, 2015. ISBN 979-1-155-02086-9